# Jacqueline Aguilera

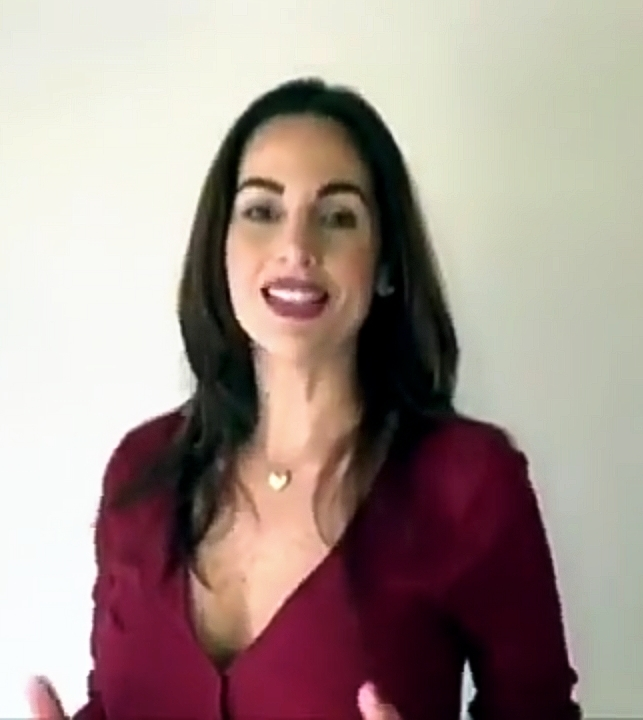
Jacqueline Aguilera, 2018

Jacqueline Aguilera Marcano (* 17. November 1976 in Valencia, Carabobo) ist ein venezolanisches Model, eine Schönheitskönigin aus Venezuela und die Miss World 1995.

## Leben
Jacqueline Aguilera nahm 1995 an der Wahl zur Miss Venezuela teil. Sie vertrat den Bundesstaat Nueva Esparta und platzierte sich an zweiter Stelle hinter Alicia Machado, die 1996 zur Miss Universe gekürt wurde. Aguilera konnte aufgrund des zweiten Ranges bei den nationalen Misswahlen an der Endausscheidung zur Miss World teilnehmen, die am 18. November 1995 in Sun City, Südafrika, stattfand. Die Venezolanerin konnte sich gegen sämtliche Konkurrentinnen durchsetzen und gewann bereits den fünften Titel in der Geschichte dieser Misswahlen für ihr Land. Sie trat somit die Nachfolge von Aishwarya Rai an und wurde 1996 von der Griechin Irene Skliva als Miss World abgelöst. Ein weiterer großer Erfolg in ihrer Karriere war 1995 der Sieg beim Wettbewerb Top Model of the World in Miami, Florida.